# Sarah Bridle
Sarah Bridle   (segle XX) és professora d'alimentació, clima i societat a la Universitat de York. Anteriorment, va exercir com a professora d'astronomia extragalàctica i cosmologia al Departament de Física i Astronomia de la Universitat de Manchester, on va aplicar tècniques estadístiques al fons còsmic de microones (CMB) i a l'ús de lents gravitacionals febles en cosmologia.
Entre 2006 i 2015, va dirigir conjuntament els esforços de lents febles amb el Dark Energy Survey (DES), va ser codirectora del grup de treball de lents febles de l'Euclid, i va ser científica del projecte britànic del Large Synoptic Survey Telescope (LSST) del 2013 al 2017.

## Educació
Bridle es va criar a Gloucestershire, on el seu pare estava involucrat amb ordinadors i intel·ligència artificial (IA). Va estudiar a la Universitat de Cambridge i va rebre diversos premis i després un màster en ciències naturals el 1997. Aleshores, Bridle va començar una investigació doctoral sobre la matèria fosca, que era una de les àrees populars de la cosmologia a mitjan dècada del 1990. Va rebre un doctorat l'any 2000 sobre mètodes bayesians en cosmologia supervisat per Mike Hobson.

## Carrera i investigació
La investigació de Bridle investiga el canvi climàtic, centrant-se en un enfocament quantitatiu per ajudar a transformar els sistemes alimentaris. Anteriorment, la seva investigació va investigar la naturalesa de l'energia fosca que pot ser la causa de l'acceleració de l'univers. Utilitza lents gravitacionals febles per investigar l'energia fosca perquè pot revelar la distribució de la matèria fosca.
La seva recerca ha estat finançada pel Science and Technology Facilities Council (STFC), la Royal Society i el European Research Council (ERC).
Després del seu doctorat, Bridle va ser investigadora postdoctoral al Laboratoire d'Astrophysique de l'Observatoire Midi-Pyrénées (OMP) a Tolosa de Llenguadoc i al Selwyn College, Cambridge. El 2004, Bridle va ser nomenada professora al University College de Londres i posteriorment va ser promoguda a Reader el 2008 i professora a la Universitat de Manchester el 2013.
El 2015, en part inspirada per la malaltia de David J. C. MacKay, Bridle va adoptar una nova direcció d'investigació sobre l'agricultura, l'alimentació i la sostenibilitat al planeta Terra, fent ús de dades com en la seva investigació astrofísica. Dirigeix el conjunt d'eines de codi obert de gasos d'efecte hivernacle i opcions dietètiques (greenhouse gas and dietary choices open-source toolkit, GGDOT).
Bridle ha supervisat diversos estudiants de doctorat.

## Premis i honors
- El 2003, Bridle va rebre una beca de membre investigadora de la Universitat de la Royal Society (URF) per a científics primerencs que va mantenir fins al 2012.[8]
- El 2008, Bridle va rebre una L'Oréal UK and Ireland Fellowship for Women in Science.
- Va rebre el Premi Fowler de la Royal Astronomical Society el 2009.[11]
- Bridle va ser nominada com una dels «10 millors científics del Regne Unit menors de 40 anys» per la revista Times Eureka el 2010.[7]